# 魔法陣グルグル
『魔法陣グルグル』（まほうじんグルグル）は、衛藤ヒロユキによるギャグファンタジー漫画。略称は「グルグル」。『月刊少年ガンガン』（エニックス（後のスクウェア・エニックス））にて、1992年8月号から2003年9月号にかけて連載された。その後、2008年10月から2012年10月までスピンオフ作品『舞勇伝キタキタ』がウェブコミック誌『ガンガンONLINE』にて連載された。さらに2012年11月から2025年7月にかけて、本作の続編となる『魔法陣グルグル2』が『ガンガンONLINE』にて連載された。2024年時点でシリーズ累計発行部数は1500万部を突破している。

## あらすじ

### 魔法陣グルグル
ジェムジャム大陸にある小さな村、ジミナ村。ある日、この村に「勇者募集！！魔王を倒した者に金5万R（リン）を与え、コーダイ国の王子とする」と書かれた立て札が立つ。勇者マニアのバドがこれを見つけ、勇者になるように育ててきた息子ニケを今こそと無理やり旅立たせる。
このジミナ村では旅立つときに魔法オババのもとに寄らなければいけないという決まりがある。その決まりに則り、ニケはオババの家に寄ることになった。そこでミグミグ族という種族だけが使える「グルグル」という魔法を使う魔法使い、ククリと出会い、一緒に旅立つように命ぜられる。そして国王に勇者として認められたニケは、世界征服をねらう魔王ギリ打倒の旅にククリと共に出る。

### 魔法陣グルグル2
魔王ギリを倒し、世界に平和を取り戻した二人であったが、天界での平和な暮らしに飽きてしまい、ジミナ村に帰ってきては学生をやっていたニケとククリ。
だがその平和が保たれたのも二週間、新たな魔物が出没したとの立て札が立ち、ニケは再びコーダイ城へ招集される。
ククリはギリを倒してから「グルグル」が使えなくなったが、勉強するのとニケに置いていかれるのが嫌なあまり新生グルグル「乳者様」を召喚する。
こうして魔法使いとして戻ったククリは、新たな魔物を倒すべくニケと再び旅に出るのであった。

## 登場人物
「魔法陣グルグルの登場人物」を参照

## 作風
話数カウントは「第○章」。作者衛藤ヒロユキのDJ（テクノ系）、ゲーム、ファンタジー、メルヘンなどのマニア的な部分（作者曰く、「データ化できない、よくわからないもの」）を凝縮したような作品で、ロールプレイングゲーム、特に当社の看板作品である『ドラゴンクエストシリーズ』の世界観のパロディ、プレイヤーの視点のパロディが基幹になっている。『ドラゴンクエスト』風の黒地に白抜き文字のメッセージウィンドウがツッコミの役割を担っている。「踊りながら魔法陣を描き、それが魔法になる」という設定や、個性的で変態的なサブキャラクターのインパクトが特徴。
初期は『ドラゴンクエスト4コママンガ劇場』時代からの流れでシュールなギャグが多かったが、中盤以降それは控えめになっていった。次第にミグミグ族と「グルグル」を巡って物語が深化していく。

## 世界観
作品の舞台は「グルグル世界」と呼ばれ、基本的に前述の通りドラクエシリーズなどに見られるような中世ヨーロッパ風の世界に、魔法やモンスターや妖精といった存在が混在する典型的なファンタジーRPGの世界である（RPGの細かい設定まで踏襲されている）。
世界は5つの大陸で構成されており、およそ1つの大陸に対して1体、その地域一帯の魔力を管理する魔神が存在する。
メインの舞台となる人間世界の他にも妖精達の住む世界や魔物達の住む魔界、神や天使の住む天界等の異次元的世界も平行して存在している。

## 魔法
「魔法陣グルグル」作品中に登場する「魔法」は、「闇魔法」と「光魔法」の2つに分けられる。両者の違いは後述するが、その中でも最上級とされるのが、ヒロイン・ククリが使用する「闇魔法の最高峰：グルグル」と、主人公・ニケが後になって習得する「光魔法の最高峰：キラキラ」である。
だがグルグルは、厳密には闇魔法でも光魔法でもない、「第3の魔法」であったということが、物語の展開にしたがって解き明かされていく。

### グルグル
かつてミグミグ族が発見し、守り続けてきた魔法でミグミグ族の者だけが使用できる。使い手の心の中を呼び出す、一種の召喚魔法。円の中に描かれた図形により、召喚されるものはさまざま。不安定な力を使うことから闇魔法に分類されてしまうが、実際は闇でも光でもなくハートの魔法である。そのため術者の心の揺らぎによってグルグルにも変化が生じ、ハートの揺らぎが最も大きい子供時代にしか使えないという欠点を持つ。またこの魔法の真の恐ろしさは「術に失敗したとき」である。心の力の持つ不安定さゆえ、失敗すれば魔界から何を呼び出すか全く分からず（大抵は「失敗作」と呼ばれる奇妙な魔界生物を呼び出すだけで済むが）、特に傷ついたままの心や悪しき心を抱えたまま行使すれば、とてつもない大災厄をも引き起こすという。
「2」では魔王が元ミグミグ族であり、多彩なグルグルを仕掛けてくる。
黒い絵本 / グルグルの教典
ミグミグ族の長ワンチンが三日で飽きてククリに丸投げした本。当初ククリはそれに今までのグルグルを書き込んでいったが、のちに自分が編み出したグルグルは（成功したとみなされた場合、本人の意思を無視して）自動的に登録されることが判明する。登録されたグルグルはたとえページを破ったりしても、なかったことにするのは不可能。

#### 召喚法
ククリが使用するグルグルは物語前半と後半で2種類に分類することができる。本来のグルグルは魔法陣を描かずとも、ただの円形の法陣内に魔力を注ぐことで召喚する者の想いや気持ちがそのまま投影されて召喚され、召喚後に痕跡として「魔法陣」が出来上がる。序盤のククリは、過去のミグミグ族が残した「召喚後の痕跡として出来た魔法陣」を模写することで同効果を引き出す使い方をしていたが、物語後半では本来の召喚法を用いるようになっている。
イルク
幼少時、友達を作れなかったククリが生み出した最初の魔法であり、ククリの友達。ダンスが得意。ただし魔法陣からではなく、遊びで描いたお姫様の落書きから生まれた。落書きが雨で消えると同時に消滅する。
トーラ
炎系のグルグルの基本となる「炎」のシンボル「△」。単体で描くと、魔法陣の上に炎が噴き上がる。
トカゲのしっぽ
グルグルレベル1の魔法。「トーラ」に「とびもの」のシンボルを付加したもの。ヘビ、あるいは龍の姿をとった炎を飛ばす。ククリが初めて成功させたグルグル。最初は威力は低かったが、ククリがレベルアップしたことにより、終盤まで活躍した魔法。終盤ではニケ達の身体に描き、接近戦に使用した。
ツチヘビ
グルグルレベル1の魔法。「トカゲのしっぽ」に「地をもぐる」シンボルを付加したもの。魔物の足音を感知して炎が地中を潜り、魔物の足元で噴き上がる。威力は「トカゲのしっぽ」と同等。「トカゲのしっぽ」が単体攻撃なのに対して、こちらは複数攻撃できる。
ベームベーム召喚
グルグルレベル15の魔法。グルグルの中でも高度な部類にあるとされる。地下の魔神ベームベームを召喚し、複数の目から雷を発して敵全体へ大ダメージを与える。300年前より、キタキタ踊りの腰の動きとして保存されていた。
回復の魔法陣
陣の上にいる者の体力を回復する。毒に冒されている場合、毒の進行は抑えられるが治癒はできない。魔物の侵入を防ぐ結界効果もあり、コーダイ国王が国を護りながら痔を治すために、陣を城の地下に隠蔽しこっそり使っていた。また、ネコジタ谷のミグミグ族の遺跡にもこの魔法陣がある。『ゲームブック 魔法陣グルグル』（#関連商品）でのみ使用する描写がある。
ゆげーる（ゲームブック 魔法陣グルグル）
大量に湯煙を噴出する。目くらましなどに使用し、閉鎖空間であれば辺りがサウナ地獄になる。『ゲームブック 魔法陣グルグル』にのみ登場する。
パワーアップ魔神召喚（ゲームブック 魔法陣グルグル）
召喚されたパワーアップ魔神が、味方1名の何かをパワーアップさせる。『ゲームブック 魔法陣グルグル』にのみ登場する。
長い声のネコ召喚
グルグルレベル1の魔法。周辺の魔力と戦闘の緊張感を無効化する鳴き声を放つ。効果は絶大で、使用頻度も高かった。
氷を出す魔法陣（ドラマCD (1)）
召喚された雪だるまが吹雪を吹き出す魔法。この吹雪をまともに受けると氷漬けになる。
夢の回転木馬
グルグルレベル5の魔法。メリーゴーランドを出現させ、木馬に乗せた相手の楽しかった思い出を呼び起こし、夢の世界へ誘う。長時間乗せていると高速回転し始め、相手の体力を吸い取って衰弱させるという二次効果がある。
わかれのウインク
グルグルレベル15の魔法。陣を踏んだ敵を闇へと引きずり込み、ウインクと共に闇の中に葬る。魔界から何かを呼び出す「召喚」系グルグルと同じ目玉のシンボルを使うが、こちらは逆の効果で、魔界にお帰り頂く「逆召喚」の魔法である。
さっぱり妖精召喚
グルグルレベル2の魔法。「さっぱり妖精」を召喚し、相手に取り憑かせる。取り憑かれた相手は「運」のステータスを一時的に0にされ、行動や言動がすべて「さっぱり」になってしまうため、こちらに攻撃することなく自滅する。
おともだち召喚（劇場版、2）
劇場版を初出とする、グルグルレベル4の魔法。魔法陣の中央に友人の似顔絵を書くと、その者を10分間だけ召喚する。
「2」では、魔法オババの手紙で魔法陣を教えてもらう。時間制限なく、好きな友達を呼び出したり返したりできる。
また、魔神「月」もこのグルグルによって召喚された。
へびいちご
グルグルレベル3の魔法。イチゴをかたどった砲台を召喚し、イチゴ型の「いちご爆弾」を連射する。レベルは低いが、攻撃範囲および威力ともに申し分ない汎用型。砲台の上にはククリが座っており、ククリが向いている方向にいる者すべてに対して、敵味方見さかいなく爆弾を発射するので、魔法使用中の彼女に呼びかけて振り向かれてしまうと少々危険である。
陣の図形は「どきどきパンプキン」の魔法陣に「とびもの」のシンボルを付加したデザイン。ちょうど「トーラ」と「トカゲのしっぽ」の違いと同じである。
れんがのおうち
グルグルレベル3の魔法。メルヘンチックなレンガの家を召喚する。この家の中にいる間は結界の力で並の魔物を寄せ付けず、あらゆる攻撃や魔法から身を守れる。
ヨンヨン召喚
グルグルレベル3の魔法。ネコジタ谷の伝説として伝えられていたグルグルで、UFOに似た形をした空を飛ぶ幻獣「ヨンヨン」を召喚する魔法。ニケのパーティにおける主要な移動手段にして、ジュジュの思い描いた「鳥」でもある。「ヨンヨン」と鳴く。ヨンヨンを召喚した後の魔法陣にも魔力は残っており、その上に立つと、エレベーターのように真上に浮かぶことができる。
ミグミグげきじょう
グルグルレベル3の魔法。続きが妙に気になる寸劇を開始し、敵の動きを止める。アニメ第2作においては、アイキャッチを利用した独特の演出があった。
プチ惑星
グルグルレベル5の魔法。重力で敵を引き寄せ、激突させる。敵と衝突すると消滅。
恋するハート（旧）
デリダが預かっていた最強の魔法陣。本来はククリが習得するはずだったが、ククリは敢えて拒否した。
じいさん大活躍
巨大化した爺さんが現れ、「ポレポレ」と叫びながら敵を殴る。ククリが初めて自作したグルグル。
くさいにおいのネコ
尻から臭気「ニャン香」を噴出する、ネコに似たものを召喚する。そのあまりの臭さに、においを嗅いだ者は敵味方関係なく倒れてしまう。猫をモチーフにグルグルを自作しようとして失敗したものだが、魔物に効果があるためか正式にグルグルとして認定されてしまった。
ブレイクビー
ククリが自作したグルグル。巨大なタイコを象った魔神を召喚し、音で攻撃する。魔物には音の衝撃波で何度も転ばせてダメージを与えるが、人間には心地のよい音に聞こえる。なぜか発動するとククリの服がパジャマに変化する。
すてきなおようふく
グルグルレベル10の魔法。毛糸玉を巻きつけ、敵の動きを封じる。また、巻きつけられた毛糸玉は最終的に「ダサイ服」に変化するので、精神的なダメージも大きい。とどめに、糸は無理矢理ほどこうとすればするほどもつれていって、周りの相手もろともがんじがらめにする。

世界の修理人
巨大な「目」のようなものを召喚し、大量の涙で呪いを解く。
妖精の迷路
出口のない迷路を構成し、敵を惑わせる。なお、作品中で「妖精の迷路」とは、「ヒマなときのラクガキ」を指す俗語。
番犬
ククリが「魔法陣の杖」を失った後に作った正真正銘の「あたしだけの魔法陣」。本来は邪魔者（敵）を追い払うものだったはずが、ククリの深層心理のせいで大変なことになった。
カヤさんと戦うわたし
カヤとの最後の勝負の時につくりだした魔法。ククリ本人の代わりに、魔法で生み出されたククリがカヤと戦い、カヤに負けを認めさせた。
恋するハート
最強のグルグル。便宜的に名前がついており魔法陣の形も伝承されているが、グルグルを使うことができる子供にとって最強のパワーを持つ「恋心」を利用した魔法であるということ以外は、使い手ごとに異なる魔法となる。最初にこれを生み出した少女が用いた時は、「ブリの美味しい食べ方に対する見解の相違」という極めて些細な行き違いがきっかけであるにも関わらず、その愛の大きさ故に恋人であった少年を50年もの永い間封印する結果となった。これを応用したものが魔王ギリに対して用いられ、そちらはギリを300年の間封印することができた。
完全な形で発動された「恋するハート」は、魔法陣を描く手順は他のグルグルと同じだが、その最大の特徴は描いた魔法陣の外側が本当の魔法陣の内側となる、つまり見かけ上の内側にいる術者（と術者と一緒にいる者）以外の世界中の生き物・物体全てを魔法陣の中に包み込むという極めてスケールの大きいもの。しかしその実態は、術者が誰にも邪魔されずに愛の告白をするための場を創りだすという極めてささやかかつワガママな願望の具現化である。愛の告白に成功＝術の完了時には、術者及び術者と一緒にいた者は天界アナスタシアへと送られる。また、時に、世界全体を包み込んだ＝世界の魔力を吸収した「恋するハート」は「魔神」という形で世界に残留することがある。
ククリが用いた時の魔法陣は平面の円ではなく球形であり、地面でなく宙に描いた。内側から球の陣を描くことで、陣の外側、すなわち術者を中心とした世界すべてが魔法陣の中に入ることになり、世界を理想のままに、自在に作り変えられた。ククリがギリを封印することのできる唯一の魔法。完全に発動させるには術者の心を安定させる必要がある。作品中ではこれがククリが描く最後の魔法陣となる。
乳者様 (2)
新生グルグル。「勇者様」と「ニケ君」の間でゆれる心を表現したグルグル。勉強がイヤすぎて机の上のラクガキからひねりだされた。
おしゃべりなアサガオ (2)
新生グルグル。心の中を音であらわすグルグル。
きになるキャンディBOX (2)
新生グルグル。食べたらみんななかよくなる。
おくびょうなアンブレラ (2)
新生グルグル。空から来る魔物を傘で防ぐ魔法。ククリのヨコシマな願望が反映され、中に入った２人はなんとなくいいムードになる効果がついている。
かみさまのもよう (2)
ミグミグ族の天才チカチカが作った、幻のグルグル。描くだけで世界を意のままに動かせるらしい。あまりに複雑で、完成させるのに22年かかる。また、描いた紙を燃やしただけでも強力な魔力が発生し、「おもちゃの谷」ができあがった。
わたしの耳は6の字よ（2）
新生グルグル。究極の聞き上手な魔物を呼び出す。魔物の足止めが得意で、タテジワネズミ系のような話好きな相手には効果が高い。
すばらしいわんわん（2）
新生グルグル。魔物ダマジカルが出した「犬＋バット＋傘＝？」というクイズから生まれた（答えはワンダフル）。転がって来たダマジカルを打ち返した。
おつきさまのつくりかた（2）
チカチカが作ったグルグル。
あつまれ ねこのひげ（2）
新生グルグル。世界中に落ちているネコのひげが結集してモンスターになる。
魔法のせいにしよう（2）
チカチカが作ったグルグル。好きな人を問い詰めて、どう思っているかを聞き出す。質問に答えないとどんどんHPが減っていく。
勇者様には会いたいけどあなたには会いたくない（2）
植物の魔物ウラスクを倒すときに使用したグルグル。巨大化した呪い除けの人形を呼び出す。ウラスクの魔力によって地面に魔法陣が描けなくなったため、ウラスクの根を曲げて魔法陣を描いた。
モンスターだゾ！
新生グルグル。魔物の着ぐるみを被り、魔物のふりをする。魔物との会話も可能。

#### 魔王が使用するグルグル
2での魔王が使用するグルグルは呪いや横取りなど様々なグルグルでニケ達を妨害してくる。描かれている魔法陣は従来の形より複雑であり、ククリが泣いて逃げ出すほどである。アバイジャ曰く「あのかたのグルグルこそ真のグルグル」。
人形の呪い(仮称)
マズロカの町全体に描いたグルグル。住人は全て人形となり、発動した魔王本人は遠くで監視が可能。
また、魔王の人形消滅時にはニケ達に別の呪いがかけられた。
悪霊召喚(仮称)
空中に大きなグルグルを描いて発動する。悪霊に取りつかれた人はコンランの呪いがかけられる。
よこどりのまほうじん
ククリが召喚した魔神「月」に対して発動。月全体にグルグルを描き、描かれた対象は魔王の物となる。
これにより、月が出る夜の間は呪いが降りかかる。
ココルデによると「よこどり大作戦♡」の魔法陣とも呼ばれる。

### 闇魔法
人間に秘められた未知のエネルギーを魔力とし、幻獣や悪魔といったいわゆる「魔界」の力を借りたり、従えたり、召喚したりする魔法。魔界の力を借りるという事だが、術者が未熟だと召喚した相手に逆に支配されたり、魔界に心を奪われ自らが魔物と化す危険がある（魔王ギリもその例外ではない）。そのため使用禁止としている国も多く、世間的には受け入れてもらえない事もある。「うさんくさい」「衛藤ヒロユキ」というのが闇魔法使いのイメージ（らしい）。
以下に主な魔法を挙げる。
グルグル
正確には、闇魔法でも光魔法でもない。詳しくは、#グルグルを参照。
闇魔法式 交信術
交信したい相手の似顔絵を書いた皿や、交信アイテム「DJの首飾り」などを使って、遠く離れた人物にテレパシーを送る術。皿はクルクルと回転させ、相手と繋がる方角を探すためのアイテム。通信相手は闇の者でも光の者でも関係なく通じる。
ゴールデンハンマー
金色のハンマーが宙を飛び敵を攻撃する魔法だが、相手の防御魔法（シールド）を打ち砕く効果もある。
あくまの矢
無数の矢が現れ一度に相手を襲う魔法。
あくまの火
強力な火の魔法。悪魔をかたどった炎がさらに火を噴き相手を追う。
地獄の炎
あくまの火の上位と思われる魔法。効果は同上。
くうきのぞう
空気を圧縮する雲状の象が現れて周りの空気を吸い続け、徐々に相手を押しつぶす。
地獄のタコヤキ
辺りに犬のフンが入った落とし穴をいくつも作り出し、その中に相手を落とす。が、ハズレがあったりゆでだこが入っていたりと具にばらつきがある。
幻惑と恐れの神と嘲笑と侮辱の神と混沌の神と破壊の神と全知全能の神オレ
レイドが使用した闇魔法。周囲にその名のとおりの神々と自分の姿の彫像を何体も召喚する、ただそれだけの魔法。
アニメ3作目では、ニケとの最終決戦で再び使用し、召喚後それを操り攻撃するという戦い方をしていた。
バーニング・フィンガー・アタック
手のひらから炎のようなエネルギーを放出するいかにも見た目のカッコいい魔法だが、効能は肩コリ・腰痛の治療。
ファイナル・ダークサンシャイン（アニメ第1作）
おぞましい黒色の球体を飛ばし対象を包み込む。見た目はカッコいい攻撃魔法に見えるが、効能は相手のダメージを癒す回復魔法。
漢の龍
呪文の詠唱とともに術者は煙に包まれ、巨大なドラゴンに変身する。だが変身中は思考が単純になってしまい、つい勢いで突っ走った行動をしてしまうようになる、という欠点がある。
暗黒太陽
術者の魔力だけでなく、相手の生命力をも奪って発動する魔法。ひとたび成功すれば最期、相手は跡形もなく消滅する。
ギリガストム
魔王ギリが使う闇魔法最大級の威力を誇る攻撃魔法。
女神魔法（2）
魔法の芯となるイメージである女神を通じて攻撃や奇跡を行う。リザーゴンの使う女神魔法では、女神の名前は「ベロベロリーナ」で、「お達者チャッキリホッコリ節」や「クソババンパ音頭」という魔法を使う。
焼けつく雲の群れ（2）
強力な火の魔法。火の雲にとりつかれると一瞬で灰になる。
地獄の張り手（2）
相手を遠くまで飛ばす魔法。レイドがキタキタ親父に使用したときは、ジラン大陸の端にあるアルバハルカまで飛ばされた。
運命連結術（2）
獣神を召喚し狙った人間をタマゴの中に閉じ込める。その後、タマゴの中にいる人間は魔物になるまで解放されない。
また、獣神を倒してしまうとタマゴの中にいる人間も死んでしまう。ジュジュ曰く、「闇魔法の禁じ手」。

### 光魔法
自然界の力をコントロールし、人間の理知的エネルギーを魔力とする魔法。グルグル世界では、勇者はこの光魔法を有する者と伝えられている（勿論、勇者であるニケも例外ではない）。習得にあたっての危険度も少なく、「さわやか」「ふつうの人」といったものが光魔法使いのイメージ。
以下に主な魔法を挙げる。
空中浮遊
光の魔法使いなら誰でも使える初歩的な術。体から光を発して宙に浮く。
キラキラ
キラキラを参照。
カッコいいポーズ
光魔法の代表的魔法。体から光を発しながら少年マンガの表紙のようなポーズで空中に止まり、魔物の注意を惹きつけ動けなくした上で、レベルの低い魔物なら光の中にかき消してしまう。これが集団で発動されると、アニメのオープニングのような見た目の上位魔法「カッコいいやつら」になる。
「カッコいいやつら」を使用できる人物は、作中では「爺ファンタジー」のみ。
女性の光魔法使いがこれを使う時はかわいらしいポーズになり、「かわいいポーズ」と名称が変わる。
ファイア
火を出す。非常に基本的な魔法であるが、ククリをはじめ闇魔法使いらが使う火の魔法と比べて威力は劣る。

#### キラキラ
光魔法の最高峰。勇者だけが使える。自然界のあらゆるエネルギーを剣の形で取り出すもの。自然界の最も凶暴なエネルギーとされる、風・水・地・火という自然界の4要素を最大限に利用するためには、それぞれの精霊王に許しを得ねばならない。担当精霊王の許しを得ていない状態で自然界の4要素のエネルギーを剣に変えても、最大限の力を引き出すことはできない。この魔法は高僧ガタリが教えるものは「光魔法キラキラ」と呼ばれるが、アニメ第1作ではやや設定が異なり「魔法剣キラキラ」と呼ばれていた。
「2」では何故か使用不能になってしまい、登場しない。ニケ本人曰く「ギリを倒すためにもらった力だから、ギリを倒したら取り上げられた」らしい。
自分の剣（通称キラちゃん、勇者2号、分身の剣）
自分自身のエネルギーを利用したキラキラ。ニケを象った外見で、当初はニケの弱さを反映して剣自体が敵から逃げていたが、ニケの成長と共にパワーアップし、鞭のようにしなる変則的な攻撃ができるようになった。
火の剣
火のエネルギーを利用したキラキラ。高めの攻撃力を有する汎用性の高い剣。火種を必要とせずどこでも作り出すことができるため使用頻度が高いが、火に耐性を持つ魔物も多く、そういった敵には全く効果がない。火の王との料理修行によって修得。
地の剣
地のエネルギーを利用したキラキラ。地上の物なら斬れない物はなく、斬ったすべてのものが砂に変わり土に還る。威力だけなら自然界最強だが、発動するまでに非常に手間が掛かりスキだらけになる上（地に手をかざし、出現した太鼓を「オッポレ」と叫びながら叩く）、地面とつる状のケーブルで繋がれているため、攻撃範囲に著しい制限がある。ケーブルは花の王国（プラナノ）が担当しているため、基本的にはいくらでも伸ばせるのだが、地の王によって「ニケが『良い行い』をしただけ伸びる」という制限を掛けられてしまい、それ以後使用されていない。
水の剣
水のエネルギーを利用したキラキラ。斬った物の呪いを解く力がある。水でできており、折れると水滴に戻る。外伝・秋の使い（原作本13巻収録）において、水の剣らしきものがすでに登場していた。水分を含むものから生成できるため、尿や涙からの生成も可能であり、原作16巻のギリとの最終決戦において、窮地に陥ったニケはククリの流した涙の一粒から水の剣を生成、これを矢のように撃ちだしてギリの目を射抜いた。
風の剣
風のエネルギーを利用したキラキラ。風の王曰く「風より軽くADSLより速い」。他の3つと違い、マフラーとして普段から携行できる。使用時はこれを勢いよく振る事で剣に変化する。高速の斬撃で瞬時に急所を貫き、多数の敵を一瞬で薙ぎ払う。しかし流動する風の特性ゆえにその効果は気まぐれで、ハズレの剣になることもある。魔王ギリとの最終決戦では、マフラーが変化した剣ではなく腕から直接風の剣（旋風）を放ってギリを攻撃した。
勇者の剣
自然界の4つの剣をすべて集め、4人の精霊王に「勇者のツッコミ」を入れることで生まれる究極の剣。地水火風のエネルギーを一つにしたもので、非常に重い。2人で持ってようやく剣を振れる程度。魔王ギリのいる「影の中」へ入る際、この剣で結界を破った。

## 用語
- 魔法については、#魔法を参照。

### 地名
ジェムジャム大陸
コーダイ国が統治している大陸。ニケやククリが旅立ったジミナ村、キタの町、ノコギリ山、闇魔法結社本部、港町マズロカ(2)がある。
ゲルニ大陸
ジェムジャム大陸やコパ大陸と違い、統治する王国が少なく、部族がバラバラに暮らしている大陸。プラトー教の聖地シュギ村、魔神サイレンが眠るきりなしの塔などがある。
コパ大陸
北半分はコパール王国が統治し、南半分は魔境と呼ばれ、魔族が暮らしている。昔から花と緑の国といわれその景色は大変美しい。後半物語のキーとなるアラハビカはこの大陸にある。
アラハビカ
コパ大陸の下半分の魔境のど真ん中に位置する町。珍しいアイテムや情報が豊富だが人間と魔物の中立の町であり、人間が魔物の扮装をして友好の証を表明しなければまともに相手をされず、幻を見せられてしまう。魔人の眠る遺跡「パンフォス」を隠しており、上空から見るとグルグル「ミグミグげきじょう」の図形になっている。
ピグナピナ大陸
最大の大陸で未知の大陸。人間の文明はあまり現存せず、わけのわからない生物が闊歩している。
ザン大陸
魔王ギリの城がある大陸。ジェムジャム、ゲルニ、コパ、ピグナピナ大陸に囲まれた中央に位置し、星型をしている。
ジラン大陸 (2)
ジェムジャム大陸の東にある大陸。サビーナ王国が統治している。港町オデアマ、ピリカラ村、サビーナ山（ともだちのダンジョン）がある。

### 職業
勇者
「光魔法キラキラ」の素質を持つ者を指す光魔法の最高称号。だが、ガタリ曰く「勇者はあくまでも世界を救う伝説の人物のことを指す通称であり、職業名ではない」。また、「世界にツッコミを入れられる勇気」も必要らしい。
魔法使い
その名の通り魔法を扱える者の総称。大きく分けて、自然をコントロールする光魔法使い（勇者、クレメンテ、爺ファンタジー）、魔界から幻獣や天使を呼び出し力を借りる闇魔法使い（ククリ、ルンルン、カヤ、レイド）がある。
ルナー
プラトー教の巫子。神のお告げを聞くことができる預言者としての能力だけでなく、神に祈りを捧げる事によって奇跡を起こし、それらを利用して魔力を使った攻撃ができるため「戦う神官」とも呼ばれる。神の奇跡を起こしている最中は、術者は何かに取り憑かれたかの如く性格が過激に豹変するのが特徴（トランス状態）。 また、この力を一定時間使いきるとトランス状態が解け、しばらくは反動で眠ってしまい行動できなくなる。術者にはトランス状態の時の記憶は残らない。
代々司祭の血筋に生まれていて、現在はジュジュ。
魔技師
僧侶から生まれた新しい職業。自分にまったく魔力がなくても、アイテムを駆使することで魔力の流れを調べたり、魔力を動力とした戦闘用アイテムを作ることができる。トマいわく、まだマイナーだが、発展を遂げる可能性がある職業。
盗賊
主にナイフで攻撃する。素早くて運が強い。軽装が主であり長剣や兜・鎧といった重装備はできない。ニケ本来の職業。略奪行為を働く必要性はない。

### その他の用語

#### 団体名・共通単位など
闇魔法結社
闇魔法の最高峰であるグルグルを崇拝する闇の者で形成する結社。本部はジェムジャム大陸の北西に所在。総裁は犬の姿をしている。アニメでは、魔王ギリの動きをいち早く察知するべく、ゲルニ大陸にも支部を置く。しかし、建設場所で偶然にも温泉が掘り当たったため、ゲルニ支部は「ダークヴィレッジ・ざ・憩い」という名前でレジャーランド化している。
光魔法結社
光魔法使いの最高称号である勇者の育成を目的とした光の者で形成する結社。本部はコパ大陸南部にあり、総裁はサルの姿をしている（アニメ第2作）。「女勇者」育成のための修行場もある。
プラトー教
ゲルニ大陸シュギ村に聖地をおくもっともポピュラーな宗教。もっとも、本作では宗教らしいものはこのプラトー教以外に見当たらない。教徒は「救世主（プラトー）の働きにより大地裂けるとき鳥が現れ、信じるものを聖なる理想郷「アナスタシア」へと運ぶであろう」という伝説を信じる。また、大聖堂では3か月に1度、降神祭が行われ、神のお告げを聞くという儀式が行われる。巫子であるジュジュが家出したことをきっかけに、プラトー教を世界に広めるべく、コパール王国やアラハビカに出張礼拝堂を建てる。
アナスタシア
プラトー教が信仰する聖なる理想郷であり、ククリを残し忽然と姿を消したミグミグ族達の見つけた異世界の移住先。争いもなく「平和」の単語をそのまま体現したかのような楽園であったが、好奇心で動き回るミグミグ族はその平和にも3日で飽きてしまっていたらしい。
R（リン）
世界共通の通貨単位。ちなみに1Rを日本円に換算すると50円である。
グルグル暦
グルグル世界における一般的な暦。ほかにトンビ暦、ゴエル暦が存在する。
魔神
グルグル世界は魔力に満ちており、各地にいる魔神が地域ごとの魔力を司っているとされる。この魔神に認められるということはその地域の魔力と一体化するということであり、物語中盤はニケ一行と魔王ギリ陣営の間での魔神争奪戦がストーリーの主軸の一つとなる。作中ではジェムジャム大陸及びコパ大陸の一部を司る魔神ベームベームと、ゲルニ大陸のきりなしの塔に封印されていた魔神サイレンが登場する。ベームベーム召喚をククリは早い段階で会得するもそれが発動するかどうかは不安定であり、のちに魔神召喚にはククリの強い気持ち＝ニケに対する恋心が強く発露する必要があることがわかるが、これが実は魔神の正体の重大な伏線となっていた。
その正体はミグミグ族の操る魔法グルグルの中でも最強の物である「恋するハート」が残留したもの。キタキタおやじはこれをして「恋の思い出」「なんと情熱的な部族」と評した。アラハビカ＝パンフォス遺跡にも魔神が眠っているとされていたが、実はククリが完全なハートの状態で心のドキドキを最高潮にしてアラハビカの「塔の主」となることで「恋するハート」が発動し魔神になる予定であった。実際のククリの「恋するハート」の発動は、ククリがその魔法陣を自分で作り出す決意とニケへの愛の告白の決意を待つことになる。

## 書誌情報

### 単行本
- 衛藤ヒロユキ 『魔法陣グルグル』 エニックス（第1巻 - 第15巻）→スクウェア・エニックス（第16巻）〈ガンガンコミックス〉、全16巻
  1. 1993年8月21日発売、ISBN 4-87025-054-3
  2. 1994年3月22日発売、ISBN 4-87025-077-2
  3. 1994年9月21日発売、ISBN 4-87025-093-4
  4. 1995年2月22日発売、ISBN 4-87025-108-6
  5. 1995年7月22日発売、ISBN 4-87025-120-5
  6. 1996年2月22日発売、ISBN 4-87025-142-6
  7. 1996年10月22日発売、ISBN 4-87025-164-7
  8. 1997年3月22日発売、ISBN 4-87025-194-9
  9. 1997年11月22日発売、ISBN 4-87025-233-3
  10. 1998年3月20日発売、ISBN 4-87025-268-6
  11. 1999年1月22日発売、ISBN 4-87025-440-9
  12. 2000年1月22日発売、ISBN 4-7575-0163-3
  13. 2000年9月22日発売、ISBN 4-7575-0310-5
  14. 2001年11月22日発売、ISBN 4-7575-0582-5
  15. 2002年10月22日発売、ISBN 4-7575-0809-3
  16. 2003年10月22日発売、ISBN 4-7575-1050-0
- 衛藤ヒロユキ 『魔法陣グルグル2』 スクウェア・エニックス〈ガンガンコミックスONLINE〉、既刊20巻（2025年4月12日現在）
  1. 2013年7月22日発売[6]、ISBN 978-4-7575-4007-1
  2. 2014年2月22日発売[7]、ISBN 978-4-7575-4224-2
  3. 2014年10月22日発売[8]、ISBN 978-4-7575-4446-8
  4. 2015年6月22日発売[9]、ISBN 978-4-7575-4667-7
  5. 2016年1月22日発売[10]、ISBN 978-4-7575-4859-6
  6. 2016年7月22日発売[11]、ISBN 978-4-7575-5058-2
  7. 2017年1月21日発売[12]、ISBN 978-4-7575-5234-0
  8. 2017年6月22日発売[13]、ISBN 978-4-7575-5374-3
  9. 2017年12月22日発売[14]、ISBN 978-4-7575-5553-2
  10. 2018年9月21日発売[15]、ISBN 978-4-7575-5783-3
  11. 2019年2月22日発売[16]、ISBN 978-4-7575-6011-6
  12. 2019年10月12日発売[17]、ISBN 978-4-7575-6341-4
  13. 2020年6月12日発売[18]、ISBN 978-4-7575-6681-1
  14. 2021年2月12日発売[19]、ISBN 978-4-7575-7093-1
  15. 2021年8月11日発売[20]、ISBN 978-4-7575-7421-2
  16. 2022年3月11日発売[21]、ISBN 978-4-7575-7811-1
  17. 2022年10月12日発売[22]、ISBN 978-4-7575-8201-9
  18. 2023年7月12日発売[23]、ISBN 978-4-7575-8662-8
  19. 2024年6月12日発売[24]、ISBN 978-4-7575-9247-6
  20. 2025年4月12日発売[25]、ISBN 978-4-7575-9793-8

### 新装版
- 衛藤ヒロユキ 『魔法陣グルグル 新装版』 スクウェア・エニックス〈ガンガンコミックスONLINE〉、全8巻
  1. 2014年2月22日発売[26]、ISBN 978-4-7575-4225-9
  2. 2014年2月22日発売[27]、ISBN 978-4-7575-4226-6
  3. 2014年3月22日発売[28]、ISBN 978-4-7575-4247-1
  4. 2014年3月22日発売[29]、ISBN 978-4-7575-4248-8
  5. 2014年4月22日発売[30]、ISBN 978-4-7575-4277-8
  6. 2014年4月22日発売[31]、ISBN 978-4-7575-4278-5
  7. 2014年5月22日発売[32]、ISBN 978-4-7575-4308-9
  8. 2014年5月22日発売[33]、ISBN 978-4-7575-4309-6

### 関連書籍
- 『魔法陣グルグルランド』1993年11月発行、ISBN 4-87025-730-0
- 『TVアニメ版コミックス 魔法陣グルグル』エニックス、全5巻
  1. 1995年3月発行、ISBN 4-87025-795-5
  2. 1995年7月発行、ISBN 4-87025-816-1
  3. 1995年8月発行、ISBN 4-87025-824-2
  4. 1995年9月発行、ISBN 4-87025-839-0
  5. 1995年10月発行、ISBN 4-87025-844-7
- 『魔法陣グルグル 〜大迷惑! 熱血妖精の恩返し〜』1995年4月発行、ISBN 4-87025-805-6
- 『魔法陣グルグルランド2』1995年9月発行、ISBN 4-87025-834-X
- 『ゲームブック 魔法陣グルグル』1995年12月発行、ISBN 4-87025-857-9
- 『魔法陣グルグルランド+』2017年6月22日発売[34]、ISBN 978-4-7575-5375-0

## アニメ
これまでテレビアニメが3作、アニメ映画が1作それぞれ公開されている。2017年にはテレビ東京系でリメイク版となるテレビアニメが放送された。詳細は各作品の記事を参照。
- 日本アニメーション制作
  - 魔法陣グルグル (1994年のアニメ) - 朝日放送（ABCテレビ）、全45話。
    - 劇場版 魔法陣グルグル - 1996年公開、松竹富士配給。

  - ドキドキ♡伝説 魔法陣グルグル - テレビ東京、全38話。
- Production I.G.制作
  - 魔法陣グルグル (2017年のアニメ) - テレビ東京、全24話。前2作の続編ではなくリメイク版。

## 外伝作品
原作
全6本。
第2巻に1本、第3巻に2本、第4巻に2本、第13巻に1本。また外伝以外に番外編も数本ある。
ドラマCD『魔法陣グルグル 〜大迷惑! 熱血妖精の恩返し〜』 ISBN 4-87025-805-6
少年ガンガン・コミックCDコレクション(5)として1995年3月24日に発売。原作者の原案による短編。ストーリーは冒険序盤にあたる。
パッケージのアオリ文句「衛藤ヒロユキ原案・監修 完全オリジナルストーリー! マンガでは読めないぞ!」
ドラマCD『魔法陣グルグル オリジナル・ドラマ 〜水晶玉を取り戻せ! 暗闇の中は大コンランですゾ!!〜』
1996年3月21日発売。ストーリーはアニメ第1作の終了後にあたる。
小説『小説 魔法陣グルグル /〜対決! マリオネード チャバイ村を救え!!〜』衛藤ヒロユキ、吉田寛、小松崎康弘著 ISBN 4-87025-943-5
1997年1月31日発売。ストーリーはアニメ第2作の終盤にあたる。
漫画『魔法陣グルグル外伝 舞勇伝キタキタ』
キタキタおやじを主人公としたスピンオフ作品。

## 関連商品
アニメ関連の商品はそれぞれの作品の項目を参照。

### PCソフト
- 『魔法陣グルグル スクリーンセーバー&壁紙集 for windows 3.1 & 95』 （タカラ）
- 『魔法陣グルグル 〜ふしぎクリック絵本〜』（PCブック） （アスペクト） ISBN 4-89366-605-3
- 『魔法陣グルグル どきどきアニメコレクション』 （アスキー）

### ゲーム

#### ゲームソフト
SFC版の2つはいずれもニケ役を瀧本富士子、ククリ役を吉田古奈美の2人が担当した。
- SFC『魔法陣グルグル』エニックスより1995年4月21日に発売。
- GB『魔法陣グルグル 〜勇者とククリの大冒険〜』タカラより1995年4月28日に発売。内容は低年齢層向けの難易度のミニゲーム集。ゲームとしてのまとまりは良く、原作要素もふんだんに盛り込まれているため、ファンからは好評な作品であった[36]。
- SFC『魔法陣グルグル2』エニックスより1996年4月12日に発売[注 6]。原作の再現度は高く世界観を壊さないような作りだが、味方のレベルが低い場合は敵の攻撃を1回受けただけで死亡するなど難易度が非常に高い[37]。
- GBC『ドキドキ♡伝説 魔法陣グルグル』エニックスより2000年11月17日に発売。

#### ブラウザゲーム
- G123『魔法陣グルグル ほしくず大冒険』CTWより同社のHTML5ゲームプラットフォーム「G123」にて2024年4月26日に配信開始。

#### 体感型ゲーム
詳細は「魔法陣グルグル (2017年のアニメ)#催し物」を参照
- 公演型『魔法陣グルグル謎解きゲーム「超越迷宮（チートダンジョン）ケラダグーバ』
- 持ち帰り型『魔法陣グルグル 謎ファイル』（全5種）

#### 他作品とのコラボ
- フルボッコヒーローズX（2017年8月21日～9月4日）
- グリムノーツ（2017年9月11日～9月18日）
- ゆるドラシル（2017年11月17日～12月1日）
- セブンズストーリー（2017年12月15日～12月29日・2018年12月5日～2018年12月19日・2019年12月11日～12月25日）
- ディアホライゾン（2018年1月15日～1月28日）
- ミトラスフィア -MITRASPHERE-（2018年3月22日～4月6日）
- テイルズウィーバー（2018年5月23日～6月20日）
- メイプルストーリー（2018年11月7日～12月5日）
- モンスターコレクト〜時空を旅する冒険記〜（2019年3月8日～3月22日）
- テイルズ オブ ザ レイズ（2022年2月14日～2月28日）